# Síugró-világkupa
A Síugró-világkupa évente megrendezett verseny, a nemzetközi szövetség, a FIS rendezi. Az első az 1979–1980-as idény volt.
A lenti tabella mutatja minden idény dobogósait (akik első 3 helyen végeztek az összetettben).

## Idényenkénti dobogósok

### Férfi
| Idény   | 1.                        | 2.                        | 3.                      |
| ------- | ------------------------- | ------------------------- | ----------------------- |
| 1979/80 | AUT Hubert Neuper         | AUT Armin Kogler          | POL Stanisław Bobak     |
| 1980/81 | AUT Armin Kogler          | NOR Roger Ruud            | CAN Horst Bulau         |
| 1981/82 | AUT Armin Kogler          | AUT Hubert Neuper         | CAN Horst Bulau         |
| 1982/83 | FIN Matti Nykänen         | CAN Horst Bulau           | AUT Armin Kogler        |
| 1983/84 | GDR Jens Weissflog        | FIN Matti Nykänen         | TCH Pavel Ploc          |
| 1984/85 | FIN Matti Nykänen         | AUT Andreas Felder        | AUT Ernst Vettori       |
| 1985/86 | FIN Matti Nykänen         | AUT Ernst Vettori         | AUT Andreas Felder      |
| 1986/87 | NOR Vegard Opaas          | AUT Ernst Vettori         | AUT Andreas Felder      |
| 1987/88 | FIN Matti Nykänen         | TCH Pavel Ploc            | YUG Primož Ulaga        |
| 1988/89 | SWE Jan Boklöv            | GDR Jens Weissflog        | FRG Dieter Thoma        |
| 1989/90 | FIN Ari-Pekka Nikkola     | AUT Ernst Vettori         | AUT Andreas Felder      |
| 1990/91 | AUT Andreas Felder        | SUI Stefan Zünd           | GER Dieter Thoma        |
| 1991/92 | FIN Toni Nieminen         | AUT Werner Rathmayr       | AUT Andreas Felder      |
| 1992/93 | AUT Andreas Goldberger    | CZE Jaroslav Sakala       | JPN Kaszai Noriaki      |
| 1993/94 | NOR Espen Bredesen        | GER Jens Weissflog        | AUT Andreas Goldberger  |
| 1994/95 | AUT Andreas Goldberger    | ITA Roberto Cecon         | FIN Janne Ahonen        |
| 1995/96 | AUT Andreas Goldberger    | FIN Ari-Pekka Nikkola     | FIN Janne Ahonen        |
| 1996/97 | SVN Primož Peterka        | GER Dieter Thoma          | JPN Funaki Kazujosi     |
| 1997/98 | SVN Primož Peterka        | JPN Funaki Kazujosi       | AUT Andreas Widhölzl    |
| 1998/99 | GER Martin Schmitt        | FIN Janne Ahonen          | JPN Kaszai Noriaki      |
| 1999/00 | GER Martin Schmitt        | AUT Andreas Widhölzl      | FIN Janne Ahonen        |
| 2000/01 | POL Adam Małysz           | GER Martin Schmitt        | FIN Risto Jussilainen   |
| 2001/02 | POL Adam Małysz           | GER Sven Hannawald        | FIN Matti Hautamäki     |
| 2002/03 | POL Adam Małysz           | GER Sven Hannawald        | AUT Andreas Widhölzl    |
| 2003/04 | FIN Janne Ahonen          | NOR Roar Ljøkelsøy        | NOR Bjørn Einar Romøren |
| 2004/05 | FIN Janne Ahonen          | NOR Roar Ljøkelsøy        | FIN Matti Hautamäki     |
| 2005/06 | CZE Jakub Janda           | FIN Janne Ahonen          | SUI Andreas Küttel      |
| 2006/07 | POL Adam Małysz           | NOR Anders Jacobsen       | SUI Simon Ammann        |
| 2007/08 | AUT Thomas Morgenstern    | AUT Gregor Schlierenzauer | FIN Janne Ahonen        |
| 2008/09 | AUT Gregor Schlierenzauer | SUI Simon Ammann          | AUT Wolfgang Loitzl     |
| 2009/10 | SUI Simon Ammann          | AUT Gregor Schlierenzauer | AUT Thomas Morgenstern  |
| 2010/11 | AUT Thomas Morgenstern    | SUI Simon Ammann          | POL Adam Małysz         |
| 2011/12 | NOR Anders Bardal         | AUT Gregor Schlierenzauer | AUT Andreas Kofler      |
| 2012/13 | AUT Gregor Schlierenzauer | NOR Anders Bardal         | POL Kamil Stoch         |
| 2013/14 | POL Kamil Stoch           | SLO Peter Prevc           | GER Severin Freund      |
| 2014/15 | GER Severin Freund        | SLO Peter Prevc           | AUT Stefan Kraft        |
| 2015/16 | SLO Peter Prevc           | GER Severin Freund        | NOR Kenneth Gangnes     |
| 2016/17 | AUT Stefan Kraft          | POL Kamil Stoch           | NOR Daniel-André Tande  |
| 2017/18 | POL Kamil Stoch           | GER Richard Freitag       | NOR Daniel-André Tande  |
| 2018/19 | JPN Kobajasi Rjójú        | AUT Stefan Kraft          | POL Kamil Stoch         |
| 2019/20 | AUT Stefan Kraft          | GER Karl Geiger           | JPN Kobajasi Rjójú      |
| 2020/21 | NOR Halvor Egner Granerud | GER Markus Eisenbichler   | POL Kamil Stoch         |

### Női
| Idény   | 1.                         | 2.                         | 3.                   |
| ------- | -------------------------- | -------------------------- | -------------------- |
| 2011/12 | USA Sarah Hendrickson      | AUT Daniela Iraschko       | JPN Takanasi Szara   |
| 2012/13 | JPN Takanasi Szara         | USA Sarah Hendrickson      | FRA Coline Mattel    |
| 2013/14 | JPN Takanasi Szara         | GER Carina Vogt            | JPN Itó Júki         |
| 2014/15 | AUT Daniela Iraschko-Stolz | JPN Takanasi Szara         | GER Carina Vogt      |
| 2015/16 | JPN Takanasi Szara         | AUT Daniela Iraschko-Stolz | SLO Maja Vtič        |
| 2016/17 | JPN Takanasi Szara         | JPN Itó Júki               | NOR Maren Lundby     |
| 2017/18 | NOR Maren Lundby           | GER Katharina Althaus      | JPN Takanasi Szara   |
| 2018/19 | NOR Maren Lundby           | GER Katharina Althaus      | GER Juliane Seyfarth |
| 2019/20 | NOR Maren Lundby           | AUT Chiara Hölzl           | AUT Eva Pinkelnig    |
| 2020/21 | SLO Nika Kriznar           | JPN Takanasi Szara         | AUT Marita Kramer    |

## Rekordok

### Világkupa-dobogók
2021. április 5-i állapot szerint.
| Helyezés | Versenyző                   | 1. | 2. | 3. |
| -------- | --------------------------- | -- | -- | -- |
| 1.       | Matti Nykänen (FIN)         | 4  | 1  | 0  |
| 2.       | Adam Małysz (POL)           | 4  | 0  | 1  |
| 3.       | Andreas Goldberger (AUT)    | 3  | 0  | 1  |
| 4.       | Gregor Schlierenzauer (AUT) | 2  | 3  | 0  |
| 5.       | Janne Ahonen (FIN)          | 2  | 2  | 4  |
| 6.       | Kamil Stoch (POL)           | 2  | 1  | 3  |
| 7.       | Armin Kogler (AUT)          | 2  | 1  | 1  |
|          | Stefan Kraft (AUT)          | 2  | 1  | 1  |
| 9.       | Martin Schmitt (GER)        | 2  | 1  | 0  |
| 10.      | Thomas Morgenstern (AUT)    | 2  | 0  | 1  |

### Világkupa-versenyen elért győzelmek
2021. április 5-i állapot szerint.
| Helyezés | Név                                 | Győzelmek |
| -------- | ----------------------------------- | --------- |
| 1.       | Gregor Schlierenzauer (AUT)         | 53        |
| 2.       | Matti Nykänen (FIN) 🇦🇹 Stefan Kraft | 46 44     |
| 3.       | Adam Małysz (POL)                   | 39        |
| 3.       | Kamil Stoch (POL)                   | 39        |
| 5.       | Janne Ahonen (FIN)                  | 36        |
| 6.       | Jens Weissflog (NDK)                | 33        |
| 7.       | Martin Schmitt (GER)                | 28        |
| 8.       | Andreas Felder (AUT)                | 25        |
| 9.       | Thomas Morgenstern (AUT)            | 23        |
| 9.       | Simon Ammann (SUI)                  | 23        |
| 9.       | Peter Prevc (SLO)                   | 23        |

### Világkupán elért dobogós helyezések
2021. április 5-i állapot szerint.
| Helyezés | Versenyző                   | Dobogós helyezések |
| -------- | --------------------------- | ------------------ |
| 1.       | Janne Ahonen (FIN)          | 108                |
| 2.       | Adam Małysz (POL)           | 92                 |
| 3.       | Gregor Schlierenzauer (AUT) | 88                 |
| 4.       | Simon Ammann (SUI)          | 80                 |
| 5.       | Kamil Stoch (POL)           | 79                 |
| 6.       | Matti Nykänen (FIN)         | 76                 |
| 6.       | Thomas Morgenstern (AUT)    | 76                 |
| 8.       | Jens Weissflog (NDK)        | 73                 |
| 9.       | Stefan Kraft (AUT)          | 72                 |
| 10.      | Andreas Goldberger (AUT)    | 63                 |
| 10.      | Kaszai Noriaki (JPN)        | 63                 |